# IShowSpeed
Darren Watkins Jr., més conegut pel seu àlies d'Internet IShowSpeed, és un raper i productor de vídeo d'origen afroamericà nascut a Cincinnati, Ohio, el 21 d'gener del 2005, actiu sobretot al web, on puja vídeos al seu canal de la plataforma YouTube.
Watkins va registrar el seu compte "IShowSpeed" el 2019, pujant primoridalmente gameplays de videojocs d'acció. El seu canal va experimentar un creixement substancial en els anys següents, sent un dels canals més ràpids a créixer durant el 2022.
El seu estil de contingut aviat es va diversificar en vlogs, gameplays i vídeos musicals, tornant-se, al seu torn, cada vegada més subjecte a controvèrsies als mitjans. A juny de 2025 el seu canal tenia més de 40,6 milions de subscriptors i uns 1500 vídeos penjats.

## Primers anys
Watkins va néixer i es va criar a Cincinnati. Des d'una edat primerenca es va mostrar interessat en l'art i en videojocs en videoconsoles, com a NBA 2K, FIFA o Fortnite. Durant la secundària, va tenir certs plets verbals i agressions contra els seus companys d'aula i va iniciar el seu canal denominat IShowSpeed. Durant els seus últims anys d'escola, Watkins es va introduir a l'esport sent una peça clau en els esdeveniments esportius realitzats durant la seva etapa escolar. Després de graduar-se el 2020, va intensificar la seva carrera en YouTube.

## Carrera a Internet

#### Inicis (2016-2022)
Watkins va començar a transmetre el 2019. Es va tornar viral el 2021 després que el seu grup de seguidors a la seva base de fans joves va començar a publicar clips en la plataforma TikTok del seu comportament sovint violent durant les transmissions en viu als gameplays cap a jugadors, la qual cosa li va generar popularitat i es va convertir en un meme viral d'internet. El seu ímpetu va causar que les plataformes de transmissió Twitch i Valorant prohibissin les seves retransmissions. L'aplicació de l'empresa Outfit7, Talking Ben, va generar en gran manera la seva viralidat, sent els seus vídeos reconeguts per portar popularitat a l'aplicació mòbil, convertint-la en la més venuda a l'App Store després del seu llançament inicial el 2010.
Al setembre de 2022, Watkins va participar al Sidemen Charity Football Match, un esdeveniment realitzat entre el Sidemen FC i YouTube All-Stars. Durant el partit, Watkins anotaria un gol el qual va ser invalidat per fora de joc per l'àrbitre anglès, Mark Clattenburg. Watkins es va treure la samarreta i el va assotar. Al novembre d'aquell any el raper i cantant estatunidenc Lil Nas X va fer el seu debut en una transmissió en viu apareixent en una transmissió del canal de YouTube de Watkins. Watkins transmetria en directe aquell mateix mes les seves reaccions als partits de la fase de grups de la copa del món des de la seva residència, i a partir de vuitens de final des de la seu de l'esdeveniment, Qatar.

## Carrera artística

### Des del 2021
A l'agost de 2021, Watkins va llançar el seu primer senzill, «Dooty Booty», al seu canal de YouTube. Després de la seva càrrega, la cançó ràpidament es va fer popular a la plataforma i altres xarxes socials com TikTok. Al novembre, Watkins va llançar un senzill titulat «Shake» que va rebre més de 130 milions de visites a YouTube. A mitjans de l'any següent Watkins va signar un contracte amb la companyia discogràfica Warner Records, llançant el 4 de novembre la seva primera cançó «World Cup». El senzill va aconseguir el número 1 en el Single Top 100.